# クリストフ・ポッペン
クリストフ・ポッペン（Christoph Poppen, 1956年3月9日 - ）は、ドイツ出身の指揮者、ヴァイオリン奏者。

## 経歴
ノルトライン＝ヴェストファーレン州ミュンスター生まれ。ロベルト・シューマン大学デュッセルドルフでクルト・シェッファーに師事し、オスカー・シュムスキー、ナタン・ミルシテイン、ジョゼフ・ギンゴールドの各氏の薫陶も受けた。
1970年のヤロスラフ・コチアン国際ヴァイオリン・コンクールで優勝するなど、ヴァイオリニストとして早熟ぶりを見せている。
1978年にケルビーニ四重奏団を結成し、1981年のエヴィアン国際弦楽四重奏コンクールで入賞している。
指揮者としては、1989年にデトモルト室内管弦楽団の首席指揮者を務め、1995年にはミュンヘン室内管弦楽団の芸術監督に転出して2006年まで務めた。
2007年から2011年までザールブリュッケン・カイザースラウテルン・ドイツ放送フィルハーモニー管弦楽団の首席指揮者を務めた。
教職者としては、1988年からデトモルト音楽院でヴァイオリンと室内楽を教え、1995年にハンス・アイスラー音楽大学ベルリンに転出。2003年からはミュンヘン音楽・演劇大学で教えている。
また2000年から2005年までミュンヘン国際音楽コンクールの芸術監督を務めた。